# 5 карбованців «Софійський собор у Києві»
Софі́йський собо́р у Києві (рос. Софийский собор в Киеве) — ювілейна монета СРСР вартістю 5 карбованців, випущена 12 жовтня 1988 року. Собор Святої Софії (Софійський собор) був побудований у XI столітті в центрі Києва за наказом Ярослава Мудрого. На рубежі XVII–XXIV століть був зовні перебудований в стилі українського бароко. Усередині Собору збереглося безліч древніх фресок і мозаїк, в тому числі знаменита мозаїка Богоматір Оранта. Софійський собор став першим внесеним до списку Світової спадщини ЮНЕСКО пам'яткою архітектури на території України.

## Історія
З 1988 року випускалася серія монет номіналом у 5 карбованців, присвячена старовинним містам, пам'яткам архітектури, історичним місцям Росії. Ця серія монет випускалася аж до 1991 року. Монета карбувалася на Ленінградському монетному дворі (ЛМД).

## Опис та характеристики монети
| Номінал крб. | Метал                 | Маса грам | Діаметр мм. | Гурт                           | Тираж штук              |
| ------------ | --------------------- | --------- | ----------- | ------------------------------ | ----------------------- |
| 1            | мідно-нікелевий сплав | 19,8      | 35          | гладкий із заглибленим написом | 2 000 000 325 000(пруф) |

### Аверс
У верхній частині диска — Державний герб Союзу Радянських Соціалістичних Республік (являє собою зображення серпа і молота на фоні земної кулі, в променях сонця і в обрамленні колосся, перев'язаних п'ятнадцятьма витками стрічки); під гербом — напис «СССР», знизу — велика цифра «5», під нею — півколом розміщено слово «РУБЛЕЙ» ще нижче уздовж канта знаходиться дата випуску монети — «1988».

### Реверс
У центрі панорама Софійського собору в Києві та дерева. Під ними напис «КИЕВ». Праворуч — «XI ВЕК». Вгорі уздовж зовнішнього ободку монети півколом напис «СОФИЙСКИЙ СОБОР».

### Гурт
Два вдавлені написи «ПЯТЬ РУБЛЕЙ», між ними дві вдавлені п'ятикутні зірки.

## Автори
- Художник: А. Г. Мірошниченко.
- Скульптор: С. М. Іванов

## Вартість монети
Ціну монети — 5 карбованців встановив Держбанк СРСР у період реалізації монети через його філії. Сучасна вартість монети звичайного випуску серед колекціонерів України (станом на 2014 рік) становить понад 60 гривень.